# It's a Miracle
«It's a Miracle» es una canción interpretada por el cantautor estadounidense Barry Manilow. Fue publicada en febrero de 1975 como el segundo y último sencillo de su álbum de estudio de 1974, Barry Manilow II.

## Recepción de la crítica
Un escritor no especificado de la revista Cash Box la consideró “una melodía roquera y acelerada con un gran ritmo de baile”. Un escritor no especificado de Billboard lo llamó “tan comercial a su manera como lo fue su éxito número uno, completado con buenas voces conmovedoras, excelente canto de Manilow y un título que funciona bien como gancho”. Un escritor no especificado de la revista Record World indicó que “[Manilow] avanza hacia un terreno acelerado con una delicia disco-dinámica para todo uso”.

## Rendimiento comercial

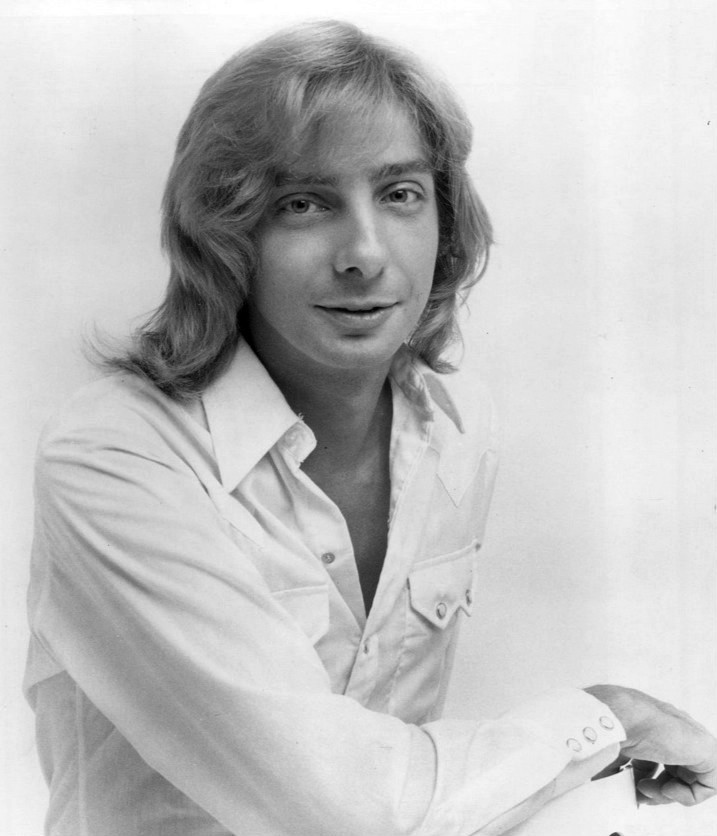
«It's a Miracle» fue uno de los tres sencillos de Manilow que encabezaron la lista Billboard Easy Listening en 1975.

En Estados Unidos, el sencillo debutó en el número 35 en la lista Easy Listening durante la semana que terminó el 15 de marzo de 1975, donde se desempeñó como el debut más alto de la edición. Después de escalar de manera constante la lista durante siete semanas consecutivas, encabezó la lista el 26 de abril, donde desplazó la canción de Tony Orlando and Dawn, «He Don't Love You (Like I Love You)», del puesto más alto. «It's a Miracle» salió de la lista Easy Listening el 24 de mayo en el número 17; en total, pasó once semanas consecutivas entre los rankings de la lista. En la lista de sencillos de todos los géneros, «It's a Miracle» alcanzó el número 12 el 10 de mayo.
Fuera del país natal de Manilow, el sencillo tuvo un éxito comercial similar. En Canadá, debutó en el puesto número 49 de la lista RPM Pop Music Playlist durante la semana que terminó el 22 de marzo de 1975, donde se desempeñó como el segundo debut más bajo de la edición. En su séptima semana en la lista, «It's a Miracle» alcanzó el número 2; se mantuvo fuera del primer puesto por «Lady Luck» de Ken Tobias. «It's a Miracle» salió de la lista Pop Music Playlist el 24 de mayo en el número 29; en total, pasó diez semanas consecutivas entre los rankings de la lista. En la lista de sencillos de todos los géneros, el sencillo alcanzó el puesto número 1 el 10 de mayo. También alcanzó el puesto número 84 en la lista australiana Kent Music Report.

## Lista de canciones
7-inch single – Arista AS-0108
1. «It's a Miracle» – 3:16
2. «One of These Days» – 2:54

## Créditos y personal
Créditos adaptados desde las notas de álbum de Barry Manilow II.
Músicos
- Barry Manilow – voz principal y coros, piano
- Jon Stroll – piano eléctrico
- Dickie Frank – guitarra
- John Barranco – guitarra
- Bob Mann – guitarra
- Will Lee – bajo eléctrico
- Christopher Parker – batería
- Norman Pride – conga
- Lee Gurst – percusión
- Artie Kaplan – saxofón
- Stanley Schwartz – saxofón
- Charlotte Crossley – coros
- Robin Grean – coros
- Sharon Redd – coros
- Ron Dante – coros

Personal técnico
- Barry Manilow – productor
- Ron Dante – productor
- Bruce Tergesen – ingeniero de audio
- Harry Maslin – ingeniero de audio
- Michael DeLugg – ingeniero de audio

## Posicionamiento

### Gráfica semanal
| Gráfica (1975)                            | Pico de posición |
| ----------------------------------------- | ---------------- |
| Australia (Kent Music Report)             | 84               |
| Canadá (RPM Top Singles)                  | 1                |
| Canadá (RPM Pop Music Playlist)           | 2                |
| Estados Unidos (Billboard Hot 100)        | 12               |
| Estados Unidos (Billboard Easy Listening) | 1                |
| Estados Unidos (Cash Box Top 100 Singles) | 10               |

### Gráfica de fin de año
| Gráfica (1975)                            | Pico de posición |
| ----------------------------------------- | ---------------- |
| Canadá (RPM Top Singles)                  | 25               |
| Estados Unidos (Billboard Easy Listening) | 43               |